# Anatolij Gierasimow
Anatolij Nikołajewicz Gierasimow (ros. Анато́лий Никола́евич Гера́симов, ur. 1931) – radziecki działacz partyjny.
Ukończył Leningradzki Instytut Politechniczny, od 1958 należał do KPZR, od 1965 funkcjonariusz partyjny. 1981-1984 przewodniczący leningradzkiego obwodowego komitetu kontroli ludowej, 1984-1986 sekretarz Leningradzkiego Komitetu Obwodowego KPZR, 1986-1989 I sekretarz Komitetu Miejskiego KPZR w Leningradzie, 1989-1990 zastępca przewodniczącego Komisji Kontroli Partyjnej przy KC KPZR, 1986-1990 członek KC KPZR.

## Odznaczenia
- Order Lenina (1986)
- Order Rewolucji Październikowej (1974)
- Order Czerwonego Sztandaru Pracy (dwukrotnie - 1971 i 1979)
- Order Przyjaźni